# Jabera
La jabera es un palo flamenco incluido dentro de los llamados cantes malagueños, de los que es uno de los más antiguos.
Al igual que la malagueña y que la rondeña, la jabera desciende en línea directa del fandango, surge en la misma época de aquellas y tiene un desarrollo propio y claro. Fue un cante bastante extendido durante el paso del siglo XIX al XX. El Mimi fue uno de sus primeros grandes intérpretes, aunque quizás el más famoso de ellos fuese el Chato de Jerez, quien lo introdujo en Madrid y en sus cafés cantantes.
Hoy en día, es un palo muy poco cultivado por los cantaores modernos.